# Zadní mozek

Embryonální stavba mozku, zeleně zadní mozek

Zadní mozek (rhombencephalon), někdy spíše dolní mozek, je označení pro embryonální část mozku, která je umístěna na kaudálním okraji (směrem k míše). Zahrnuje dvě důležité struktury: tzv. myelencephalon (vlastně prodloužená mícha) a metencephalon (tedy Varolův most a mozeček). Ze zadního mozku vybíhají mnohé důležité hlavové nervy, které se podílí na inervaci čelistních a povrchových obličejových svalů, jazyka, krku a jednoho očního svalu. Opačným směrem přichází signály do zadního mozku z mnoha smyslových orgánů (ucho, postranní čára, rovnováha a podobně). V zadním mozku jsou různé nervové dráhy směřující do vyšších mozkových center, ale i roztroušené retikulární formace.